# Гебріел Махт
Гебріел Махт (англ. Gabriel Swann Macht; нар. 22 січня 1972)  — американський актор та продюсер, який прославився завдяки головній ролі Денні Кольта у фільмі «Месник» (2008) та Гарві Спектера у серіалі «Форс-мажори» (2011—2019).

## Біографія
Народився в Бронксі, Нью-Йорк, США. Мати — Сюзанна Пульєр (англ. Suzanne Victoria Pulier), архівар, куратор музею. Батько — актор Стівен Махт (англ. Stephen Macht). Дід по матері – український емігрант – Емануель Пульє, інженер та підприємець.
Брат і сестри: Джесс, Джулі і Арі. Сім'я переїхала в Каліфорнію, коли Гебріелу було 5 років. Після того, як Гебріел отримав вищу освіту, він закінчив школу драми в Карнегі Меллон (англ. Carnegie Mellon College of Fine Arts) і отримав диплом бакалавра.
29 грудня 2004 року одружився з актрисою Джасіндою Барретт. 20 серпня 2007 року в Лос-Анджелесі у пари народилась дівчинка, Сатін Енейс Джеральдін Махт, а 26 лютого 2014 року на світ з'явився їхній син, Лука Махт.

## Кар'єра

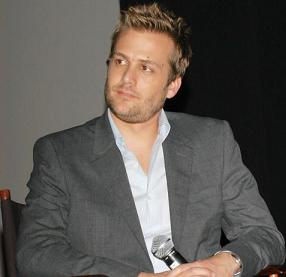
Махт в червні 2004

У віці 8 років був номінований на Премію молодим акторам за першу роль в фільмі Тріта Вільямса «Навіщо мені брехати?» (англ. «Why Would I Lie?»), де він грав під псевдонімом Гебріел Сван (англ. Gabriel Swann), але вирішує залишити роботу у кіно до закінчення вищої школи. Повернувся до кінокар'єри лише в 1991 році, зігравши роль другого плану в фільмі «Винен, поки невинність не доведена».
Вперше його помітила публіка в 2004 році у фільмі «Любовна лихоманка», де грали також Джон Траволта і Скарлетт Йоганссон. Режисер Роберт Де Ніро дав Махту роль в фільмі «Good Shepherd» («Хибна спокуса») з Меттом Деймоном і Анджеліною Джолі.
Серед його робіт на телебаченні — фільм Стівена Спілберга «Інші» і серіали «Секс і Місто» і «Спін Сіті». У театрі виконав роль Елвіса Преслі у суперхіті Стіва Мартіна «Picasso At The Lapin Agile» в 1995 році. А також грав у п'єсі «La Ronde» Джоан Вудвард для театрального фестивалю в Вільямстауні у виставі «Turnaround» автора і режисера Роджера Камбла в театрі Coast Playhouse.
Окрім цього займався продюсуванням незалежного кіно англ. «The  Bookies Lament".
У 2008 році зіграв роль Месника в однойменному фільмі, який знятий за мотивами коміксів. У 2009 році він отримав роль у фільмі «Біла мла» з Кейт Бекінсейл. В 2010 році знімався в художньому фільмі «Посередники» з Люком Вілсоном та Джованні Рібізі і у фільмі «Кохання та інші ліки».
У 2011—2019 роках знімався у серіалі «Форс-мажори» (англ. Suits), де грав зірку адвокатури, професійного корпоративного юриста в мангеттенській юридичній фірмі.

## Нагороди
- 1980 — Young Artist Awards — номінант

## Фільмографія
| Рік       |   | Українська назва             | Оригінальна назва                                      | Роль                             |
| --------- | - | ---------------------------- | ------------------------------------------------------ | -------------------------------- |
| 1995      | ф | За течією річки              | Follow the River                                       | Джонні Джрейпер                  |
| 1997      | с | Спін Сіті                    | Spin City                                              | голий хлопець (1 серія)          |
| 1998      | с | Секс і місто                 | Sex and the City                                       | Берклі (1 серія)                 |
| 1998      | ф | Об'єкт мого захоплення       | The Object of My Affection                             | Стів Касільо                     |
| 1998      | ф | Пригоди Себастьяна Кола      | The Adventures of Sebastian Cole                       | Troy                             |
| 1999      | ф | Смачна штучка                | Simply Irresistible                                    | Charlie                          |
| 1999      | с | название                     | Wasteland                                              | Luke                             |
| 2000      | ф | «Недаремно»                  | The Bookie's Lament                                    | Mickey                           |
| 2000      | ф |                              | 101 Ways (The Things a Girl Will Do to Keep Her Volvo) | Dirk                             |
| 2000      | ф | Історія Одрі Гепберн         | The Audrey Hepburn Story                               | Вільям Голден                    |
| 2000      | с | Інші                         | The Others                                             | доктор Марк Гебріел              |
| 2001      | ф | Американські герої           | American Outlaws                                       | Френк Джеймс                     |
| 2001      | ф | У тилу ворога                | Behind Enemy Lines                                     | пілот лейтенант Джеремі Стакхауз |
| 2002      | ф | Погана компанія (фільм)      | Bad Company                                            | Офіцер Сіл                       |
| 2003      | ф | Рекрут                       | The Recruit                                            | Зак                              |
| 2003      | ф | Велике викрадення Парсона    | Grand Theft Parsons                                    | Грем Парсонс                     |
| 2004      | ф | Любовна лихоманка            | A Love Song for Bobby Long                             | Лоусон                           |
| 2005      | с | 4исла                        | Numb3rs                                                | Don Eppes (1 серія)              |
| 2005      | ф | Архангел                     | Archangel                                              | О'Брайан                         |
| 2006      | ф | The Good Shepherd            | The Good Shepherd                                      | Джон Рассел мол.                 |
| 2007      | ф | Бо я так хочу                | Because I Said So                                      | Джонні                           |
| 2009      | ф | Посередники                  | Middle Men                                             | Buck Dolby                       |
| 2009      | ф | Біла мла                     | Whiteout                                               | агент Роберт Прайс               |
| 2010      | ф |                              | One Way to Valhalla                                    | Bo Durant                        |
| 2010      | ф | Посередники                  | Middle Men                                             | Buck Dolby                       |
| 2010      | ф | Любов та інші ліки           | Love and Other Drugs                                   | Трей Ганніган                    |
| 2011      | ф | S.W.A.T.: Перехресний вогонь | S.W.A.T.: Firefight                                    | Пол Катлер                       |
| 2011—2019 | с | Форс-мажори                  | Suits                                                  | Гарві Спектер (головна роль)     |
| 2019      | с | Пірсон                       | Pearson                                                | Гарві Спектер (гостьова роль)    |
| 2025      | с | Форс-мажори: Лос Анджелес    | Suits: LA                                              | Гарві Спектер (головна роль)     |